# La Seine Musicale
La Seine Musicale – centrum muzyki i sztuk performatywnych zlokalizowane na Île Seguin, wyspie na Sekwanie w Boulogne-Billancourt, na zachodnich przedmieściach Paryża.
Kompleks budynków na wyspie, zaprojektowany przez zespół architektoniczny Shigeru Ban i Jean de Gastines, został otwarty w kwietniu 2017 roku.

## Konstrukcja
La Seine Musicale obejmuje podwyższone audytorium w kształcie owalnym, służące koncertom muzyki klasycznej, większą modułową salę koncertową, sale prób dla muzyków (Riffx Studios), sale seminaryjne, centrum prasowe, restauracje i rozległy ogród na dachu. Większość zapotrzebowania na energię w ciągu dnia pokrywa duża mobilna, zakrzywiona tablica paneli słonecznych, która pokrywa mniejszą salę. Z czwartego piętra rozciąga się widok na całą okolicę. Sala koncertowa do muzyki klasycznej (Patrick-Devedjian Auditorium) może pomieścić do 1150 widzów, a większa modułowa sala koncertowa przeznaczona do większych produkcji (Grande Seine) jest w stanie pomieścić do 6000 widzów. Fasada La Seine Musicale pokryta jest ekranem o powierzchni 800 m² skierowanym na dziedziniec. W obiekcie znajduje się ogród Belliniego otwarty dla publiczności o powierzchni 7410 m², umieszczony na dachu dużej sali koncertowej z widokiem na widownię. Na zewnątrz budynku zainstalowane są dwie rzeźby: Le Pouce de César (1960) na dziedzińcu i La Défense autorstwa Augusta Rodina (1879) na schodach w kierunku ogrodu Belliniego.

## Wydarzenia
Centrum zostało zainaugurowane 22 kwietnia 2017 koncertem orkiestry Insula z towarzyszeniem chóru Accentus pod dyrekcją Laurence'a Equilbeya. Tydzień przedtem, Bob Dylan został pierwszym solistą, który zorganizował koncert na terenie hali. 8 grudnia 2018 odbyło się tu ostatnie losowanie Mistrzostw Świata w Piłce Nożnej Kobiet 2019. 19 grudnia 2021 w La Seine Musicale odbył się 19. Konkurs Piosenki Eurowizji Junior. 